# Dona de Mim (canção)
"Dona de Mim" é uma canção da cantora brasileira Iza, lançada em 28 de setembro de 2018 servindo como terceiro single do seu álbum de estreia Dona de Mim.

## Composição
Sua letra narra um processo de autoconhecimento e consciência de identidade, mesmo com as complexidades que compreendem a existência de uma mulher negra na sociedade.

## Videoclipe
Dirigido por Felipe Sassi, e roterizado por Iza, conta a história de três mulheres diferentes, uma professora que leciona em uma escola violenta, no quadro consta anotações sobre o Quilombo dos Palmares (símbolo da resistência do povo negro), uma mãe solteira, o que mostra uma crítica sobre a ausência do pai, que muitas vezes sabe da gravidez e abandona o lar. E uma mulher negra que está sendo julgada por um júri formado por homens. Algemada, a mulher aparece sorrindo para sua advogada como sendo a única pessoa ali naquela sala capaz de ajudá-la, Iza retrata nessa cena a sensação de que mulheres devem ajudar umas as outras. Ainda conta com a cantora cantando junto a um coral, representando que todos devem lutar juntos como uma única voz.

## Impacto cultural
A canção se tornou símbolo de resistência contra o preconceito e discriminação enfrentados por minorias no Brasil, além de virar tema do dia internacional das mulheres no país, o TikTok Brasil relançou a música em 2021 para celebrar a data.
A canção foi interpretada pela atriz brasileira Giovanna Grigio no segundo episódio da segunda temporada da série mexicana Rebelde (2022) da Netflix.

## Apresentações ao vivo
Iza apresentou a música durante o Prêmio Multishow de Música Brasileira 2018, a performance contou com a participação de um coral. E no troféu Melhores do Ano, a cantora performou a canção; que estava indicada, ao lado de bailarinas que fizeram uma coreografia. 

## Versões
- 2025: Negra Li e Johnny Hooker[7]
- 2025: da própria Iza com participação especial de Azzy e Sandra de Sá (tema de abertura da telenovela com o mesmo nome)[8]

## Prêmios e indicações
| Ano  | Prêmio                                | Categoria         | Resultado |
| ---- | ------------------------------------- | ----------------- | --------- |
| 2018 | Women's Music Event Awards            | Videoclipe do Ano | Indicado  |
| 2019 | Prêmio Multishow de Música Brasileira | Canção do Ano     | Indicado  |
| 2019 | Melhores do Ano                       | Música do Ano     | Indicado  |